# Yponomeuta delicata
Yponomeuta delicata is een vlinder uit de familie van de stippelmotten (Yponomeutidae). De wetenschappelijke naam van de soort werd in 1908 gepubliceerd door Schultze.